# Distretto di Xinxing
Il distretto di Xinxing (新兴区S, Xīnxīng QūP) è un distretto della Cina, situato nella provincia di Heilongjiang e amministrato dalla prefettura di Qitaihe.